# Таша Рейн
Таша Рейн (на английски: Tasha Reign) е артистичен псевдоним на Рейчъл Суимър (Rachel Swimmer) – американска порнографска актриса, режисьор, сценарист и продуцент на порнографски филми, модел, екзотична танцьорка и секс колумнист.

## Ранен живот
Родена е на 15 януари 1989 г. в град Лагуна Бийч, щата Калифорния, САЩ. В гимназията участва в програмата „Модел Обединени нации“ за дискусии на политически теми, включени в дневния ред на ООН. Докато учи в гимназията е избрана на кастинг да участва в третия сезон на реалити телевизионния сериал по MTV – Лагуна Бийч: Истинският Ориндж Каунти (сезон от 2006 г.).

## Образование
След като завършва средното си образование се записва да учи в колеж в Санта Моника, а след това се премества да следва в Калифорнийския университет в Лос Анджелис, специалност Изследвания на жените. След като започва да се изявява в порноиндустрията съчетава учебния процес в университета с изявите си като еротичен модел и порноактриса. През юни 2014 г. завършва висшето си образование и се дипломира в Калифорнийския университет. Получава дипломата си на церемония на 14 юни същата година. Преподавателката Дженифър Муурман заявява следното за Рейн: „внимателна и любознателна студентка, която донесе една уникална гледна точка в класната стая като порноактриса и създател на филми“.

## Кариера
Таша Рейн започва кариерата си като професионална стриптизьорка в Санта Моника през 2008 г., като танцува в клуб „Силвър Рейн“, от където по-късно заимства псевдонима си.
На 19-годишна възраст се снима за американското издание на „Плейбой“ с псевдонима Рейчъл Лорейн, като става „Кибер момиче на седмицата“, след което се появява на страниците и на други еротични списания.
Рейн твърди, че е фен на порнографията от тийнейджърска възраст и е планирала да стане порноактриса. Нейните родители също знаели за желанието ѝ, а тя просто изчаквала подходящия момент, когато ще се чувства напълно комфортно да прави порно. Твърди, че пред нея никога не е стояла опцията просто да направи само няколко сцени и да напусне индустрията.
През 2010 г. подписва договор с агенцията „LA Direct Models“, която да я представлява в индустрията за възрастни, и от месец октомври на същата година започва да се снима в порнофилми. Първата ѝ сцена е с лесбийски секс и е за компанията „Lethal Hardcore“.
Прави фотосесия за броя за месец април 2011 г. на списание „Пентхаус“, след което е избрана за любимка на месеца на „Пентхаус“ за месец май същата година.
В свое интервю от 2011 г. твърди, че печели между 1000 и 4000 долара за един работен ден, като точната сума зависи от вида на сексуалния акт и естеството на снимките и обикновено в работния ѝ ден се включват свободен диалог, фотосесия, секс пред камерата и допълнителни снимки. Рейн окачествява сексът пред камера като по-безопасен от секса в реалния живот, поради медицинските тестове, които се правят на всеки две седмици и идентификацията на изпълнителите, доказваща, че са над 18 години и са съгласни с това, което правят. Тя определя порното като много клинично и супер професионално и заявява, че не е предполагала, че толкова много ще ѝ хареса този бизнес и допълва, че мисли да остане в порноиндустрията най-малко пет години.
Участва като трофейно момиче на церемонията по връчване на наградите XBIZ през януари 2012 г.
През 2012 г. Рейн е поканена в Токио, Япония от продуцентската компания на филми за възрастни „GIGA“ и участва в два японски порнофилма за супергерои – „Super Lady“ и „Night Scorpion“. Пак през 2012 г. снима и първата си анална соло сцена във филма „Tasha Reign Is Sexy!“, с който прави и режисьорския си и продуцентски дебют в порноиндустрията. По-късно през годината тя прави първата си сцена с анален секс с мъж във филма „North Pole 93“, като си партнира с един от най-популярните порноактьори и ветеран в индустрията за възрастни – Петер Норт.
През април 2012 г. се изявява като репортер за френското еротично списание „Hot Video“ по време на XRCO наградите. След това Рейн става момиче на корицата на броя за юли/август 2012 г. на „Hot Video“, за което прави ексклузивна фотосесия и интервю. Същата година е момиче на корицата на още две еротични списания – Club (брой за месец юли) и Cheri (октомври).
През 2013 г. снима първите си сцени с генгбенг и с двойно проникване. Дебютната ѝ генгбенг сцена е наречена „Tasha’s Shower Orgy“ и продуцирана от компанията „FantasyHD“, като в нея прави секс с петима мъже. Първата си сцена с двойно проникване снима в игралния порнофилм „Streaker Girls“, като и партнират Дани Маунтин и Крис Джонсън.
Същата година започва да се изявява и като режисьор и продуцент на порнографски филми, както и основава своя продуцентска компания, наречена „Рейн продакшънс“.
Отново през 2013 г. американският таблоид „LA Weekly“ я поставя на 6-о място в списъка си на „10-те порнозвезди, които могат да бъдат следващата Джена Джеймисън“.
На 28 октомври 2015 г. прави първата си секс сцена с мъж на живо, като шоуто се излъчва на официалния ѝ уебсайт.
През 2016 г. снима своя първи шоукейс филм „Hard Reign“, продуциран от „Elegant Angel“, в който прави първата си сцена с междурасов секс. През април същата година подписва ексклузивен договор с компанията „Elegant Angel“, който веднага влиза в сила.

## Застъпничество
През февруари 2014 г. Рейн се включва заедно с друга порноактриса – Джесика Дрейк, в секс седмицата в Чикагския университет, като двете говорят по време на панел, наречен „От порно до секс образование“. Същият месец Рейн и Дрейк участват в дискусия на тема: „Порно, проституция и цензора: политиката на овластяването“ в Калифорнийския университет в Лос Анджелис. В дискусията се включват още и порнографската публицистка Адела Къри, университетски преподаватели и близо 100 студенти.
Отново през февруари 2014 г. Рейн заявява чрез открито писмо своята подкрепа за порноактрисата и студентка в университета Дюк – Бел Нокс.
Обявява се против нелицензираното разпространение на видеоклипове и твърди, че понякога лично търси в интернет за незаконно публикувани клипове или филми, които представят нейната работа. Тя е включена на живо в излъченото по телевизия „Ей Би Си нюз“ през април 2014 г. предаване „Нощна линия“, като говори за нарушаването на авторски права в индустрията за възрастни.
През есента на 2016 г. се включва активно в кампанията преди гласуването в щата Калифорния относно въвеждането на задължително използване на кондоми в порнографията. Рейн посещава местните колежи, призовавайки младите хора да гласуват против законопроекта. Тя твърди, че не подтиква младите хора да практикуват опасен секс, като излага аргументи срещу планираното нововъведение. Според нея законопроектът би позволил на всеки гражданин в държавата да заведе дело, ако правилата за използването на кондоми в порното не се прилагат, което ще разкрие информация за порнографските изпълнители, като, например, адресите им. Също така използването на презервативи е непрактично за професионалисти, които често изпълняват сцените си часове наред. Рейн казва още, че порнографската филмовата продукция ще бъде изгонена от Калифорния, ако бъдат приети новите правила, причинявайки загуба на милиони долари на икономиката на щата. Тя заявява: „Това криминализира порнографията. Никоя изпълнителка не иска да ѝ бъде казвано по време на снимки какво може да постави в тялото си“. През октомври същата година британският всекидневник „Гардиан“ публикува статия за Таша Рейн и нейната позиция срещу въвеждането на задължително използване на кондоми в порнографските продукции.

## Мейнстрийм изяви
През 2012 г. Рейн е една от порноактрисите, обект на документалния филм „Twilight of the Porn Stars“ на Луи Теру, излъчен по британската телевизия BBC. В отговор на филма Таша дава интервю за таблоида „Sunday Sport“ и заявява, че документалния филм на Теру несправедливо рисува негативна картина на една индустрия, която тя обича много.
През месец май 2012 г. Таша Рейн заедно с порноактрисата Бруклин Лий посещават Монако, за да присъстват на състезанието на пистата Монте Карло от Формула 1. Докато са в Монако те отиват като гости на благотворително гала събитие на принц Албер II в местно казино, където двете заедно с представителката на фармацевтична компания Дженифър Таул се снимат с бившия американски президент Бил Клинтън. Снимката е публикувана най-напред от Бруклин Лий и бързо привлича вниманието на световните медии. За историята на тази снимка двете порноактриси заявяват, че те се приближили към Клинтън с желание за среща и снимка с него и тогава агенти от Сикрет Сървиз ги избутали далеч от бившия президент, но след това Клинтън казал на агентите да ги поканят да дойдат отново и позирал за снимка с тях и дори провели кратък разговор.
През 2013 г. участва в американския криминален екшън „Кръвта на изкуплението“.
Рейн е на корицата на мейнстрийм списанието „OC Weekly“ (февруари 2013 г.) и е една от порноактрисите, които са обект на статия в него за американското порно.
През юни същата година става ко-водеща на сутрешното шоу по радио „KX 93.5 FM“, излъчвано в Лагуна бийч.
Пише статии за коментарните рубрики редица на мейнстрийм медии като „Huffington Post“, „Al Jazeera America“, „BroBible.com“ и „OC Weekly“.

## Награди и номинации
Номинации за индивидуални награди
- 2012: Номинация за XBIZ награда за нова звезда на годината.[49]
- 2012: Номинация за NightMoves награда за най-добра звезда в социалните медии.[50]
- 2012: Номинация за NightMoves награда за най-добро тяло.[50]
- 2013: Номинация за AVN награда за Crossover звезда на годината.[51]
- 2013: Номинация за XBIZ награда за изпълнителка на годината.[52]
- 2013: Номинация за NightMoves награда за най-добра екзотична танцьорка.[53]
- 2013: Номинация за NightMoves награда за най-добри гърди.[53]
- 2014: Номинация за XBIZ награда за изпълнителка на годината.[54]